# Trichopeziza violascens
Trichopeziza violascens är en svampart som tillhör divisionen sporsäcksvampar, och som först beskrevs av Ain (G.) Raitviir, och fick sitt nu gällande namn av Ain (G.) Raitviir. Trichopeziza violascens ingår i släktet Trichopeziza, och familjen Hyaloscyphaceae. Arten är reproducerande i Sverige.